# Дерюгин, Александр Фёдорович
Александр Фёдорович Дерюгин — советский хозяйственный и государственный деятель, лауреат Государственной премии СССР за выдающиеся достижения в труде.

## Биография
Родился в 1928 году. Член КПСС.
В 1946—1991 годах — механизатор, военнослужащий Советской армии, машинист экскаватора ПМК-56 треста Саратовмелиоводстрой Министерства мелиорации и водного хозяйства СССР.
Делегат XXV съезда КПСС.
За высокую эффективность и качество работы при эксплуатации и ремонте с/х техники, в водохозяйственном и сельском строительстве был в составе коллектива удостоен Государственной премии СССР за выдающиеся достижения в труде 1983 года.
Указом Президиума Верховного Совета СССР от 30 января 1985 года был первым удостоен звания «Заслуженный мелиоратор СССР».
Почетный гражданин Марксовского района.
Умер в Марксе в 2010 году.

## Награды
- Орден Ленина (1976)
- Орден Знак Почёта (1971)